# Acanthodelta semiluna
Acanthodelta semiluna är en fjärilsart som beskrevs av Saalmüller. Acanthodelta semiluna ingår i släktet Acanthodelta och familjen nattflyn. Inga underarter finns listade i Catalogue of Life.